# のびのびシティさいたま市
『のびのびシティさいたま市』（のびのびシティさいたまし）は、テレビ埼玉で2012年（平成24年）4月1日から放送されているさいたま市の広報番組である。手話あり。番組名は、2011年11月に使用開始したさいたま市の「都市イメージキャッチフレーズ」から取っている。
番組のリニューアルに伴い、2012年3月まで放送されていた、「きらめきいっぱいさいたま市」から引き継いだ。

## 放送時間
毎週第1・第3日曜日、午前10：45 - 11：00
※再放送は、毎週第2・4日曜日、午前10：45 - 11：00（それぞれ前の週を再放送）
※第5日曜日は「四季・埼の国紀行」「埼の国百科」などを放送する。

## レポーター
- たんぽぽ（2023年5月-）[3][4]
- 根本玲奈（2023年5月-）[5]

### 過去のレポーター
- ホリ （2012年4月 - 2013年3月）※「きらめきいっぱいさいたま市」から引き続き出演
- 渡辺美紀（2012年4月 - 2013年3月）※「きらめきいっぱいさいたま市」から引き続き出演
- 佐藤弘道（2013年4月 - 2015年3月）
- 高橋美妃（2013年4月 - 2013年9月）
- 村田綾（2013年10月 - 2015年3月）
- マギー審司（2015年4月 - 2016年3月）
- 野口愛美（2015年4月 - 2016年3月）
- 森末慎二（2016年4月 - 2018年3月）
- 星野みづき（2016年4月 - 2018年3月）
- 照英（2018年4月 - 2019年3月）
- 磯部さちよ（2018年4月 - 2019年3月）
- ボビー・オロゴン（2019年4月 - 2020年3月）
- 石澤美和（2019年4月 - 2020年3月）
- ザ・たっち（2020年4月 - 2023年3月）
- yuka（2020年4月 - 2023年3月）

## ナレーター
- 田中一永（2023年 - ）[6]